# Contea di Nan'ao
La contea di Nan'ao (南澳县S, Nán'ào XiànP) è una contea della Cina, situata nella provincia del Guangdong e amministrata dalla prefettura di Shantou.